# Agostino Veneziano
Agostino Veneziano ("Veneziano Carlo"), cujo verdadeiro nome era Carlo de' Musi (c. 1490 – c. 1540), foi um importante e prolífico artista italiano que trabalhava com gravuras no Renascimento.

## A vida
Veneziano nasceu em Veneza, onde aprendeu sua profissão, sendo seu professor desconhecido. Inicialmente, copiou obras de Albrecht Dürer e Giulio Campagnola, de 1512 a 1514 e, em seguida, produziu suas próprias obras, no estilo de Campagnola. Passou algum tempo em Florença, entre 1515 e 1516. Mudou-se para Roma, talvez em 1514, e, por 1516, filiou-se à oficina de gravura de Marcantonio Raimondi, onde foi um dos membros mais importantes, até seu fechamento pelo Saque de Roma em 1527. Ao contrário de muitas placas produzidas pela oficina, as de Agostino não foram confiscadas e derretidas pelos soldados de Carlos V e continuaram a ser impressas em anos posteriores. Agostino retornou a Veneza após o saque, e, mais tarde, visitou Mântua e Florença, antes de retornar a Roma, em 1531, permanecendo lá até, pelo menos, 1536. Supõe-se que ele morreu ali, embora não haja documentação. Foi a única grande figura cuja carreira se estendeu por todo o período que compreende o nascimento da reprodução de impressões e o início da "industrialização" da gravura italiana. 

## Obras
Embora muitas de suas obras possuam sua assinatura, a autoria de muitos de seus trabalhos é, ainda hoje, disputada por vários artistas, entre elas, a gravura Eis stregozzo (Os Feiticeiros), uma extravagante fantasia atípica de seu trabalho. Algumas obras são disputadas entre ele e Campagnola, e mais tarde entre ele e Raimondi. A Academia de Baccio Bandinelli de 1531 também é um trabalho importante. A gravura conhecida como Os Alpinistas (1521) registra parte de um desenho de Michelangelo para uma grande pintura da Batalha de Cascina para o Palazzo Vecchio em Florença, nunca concluída. Ele também fez uma grande série de gravuras da história da Psique. 